# Élections constituantes de 1945 au Cameroun français
Les élections législatives françaises de 1945 se déroulent le 21 octobre.

## Mode de scrutin
Les députés métropolitains sont élus selon le système de représentation proportionnelle suivant la règle de la plus forte moyenne dans le département, sans panachage ni vote préférentiel. Il y a 586 sièges à pourvoir.
Dans le territoire sous mandat du Cameroun français, deux députés sont à élire au scrutin uninominal majoritaire à deux tours.
Un siège pour le collège des citoyens, un pour celui des non-citoyens.
Un second tour est prévu le 4 novembre si aucun candidat ne dépasse les 50%.

## Élus
Les deux députés élus sont : 
| Identité                    | Parti |
| --------------------------- | ----- |
| Louis-Paul Aujoulat         | MRP   |
| Alexandre Douala Manga Bell | MRP   |

## Résultats

### Collège des citoyens
| Parti          | Parti          | Tête de liste       | 1er Tour | 1er Tour | 2ème Tour | 2ème Tour |
| Parti          | Parti          | Tête de liste       | Voix     | %        | Voix      | %         |
| -------------- | -------------- | ------------------- | -------- | -------- | --------- | --------- |
|                | MRP            | Louis-Paul Aujoulat | 371      | 29,94    | 640       | 47,27     |
|                | Uni. rép.      | Georges Molinatti   | 322      | 25,99    | 365       | 26,96     |
|                | SFIO           | Jules Ninine        | 316      | 25,50    | 349       | 25,78     |
|                | Résistant      | Pierre Guillery     | 110      | 8,88     |           |           |
|                | Divers         |                     | 147      | 11,61    | 26        |           |
|                |                |                     |          |          |           |           |
| Inscrits       | Inscrits       | Inscrits            | 1 991    | 100,00   | 1 970     | 100,00    |
| Votants        | Votants        | Votants             | 1 412    | 70,90    | 1 380     | 70,05     |
| Blancs et nuls | Blancs et nuls | Blancs et nuls      | 146      | 10,34    | 0         | 0         |
| Exprimés       | Exprimés       | Exprimés            | 1 266    | 89,66    | 1 380     | 100       |

### Collège des non-citoyens
| Parti          | Parti                     | Tête de liste               | 1er Tour | 1er Tour | 2ème Tour | 2ème Tour |
| Parti          | Parti                     | Tête de liste               | Voix     | %        | Voix      | %         |
| -------------- | ------------------------- | --------------------------- | -------- | -------- | --------- | --------- |
|                | MRP                       | Alexandre Douala Manga Bell | 3 789    | 42,28    | 5 274     | 51,88     |
|                | SFIO                      | Arouna Njoya                | 1 654    | 18,46    |           |           |
|                | Résistant et pro-Français | André Fouda Omgba Nsi       | 1 648    | 18,39    | 4 612     | 45,37     |
|                |                           | Amougou                     | 1 061    | 11,84    |           |           |
|                |                           | Pierre Ripaud               |          |          | 197       | 1,94      |
|                |                           | Albert Rouly                |          |          | 133       | 1,31      |
|                |                           | Divers                      | 860      | 9,54     | 102       | 0,99      |
|                |                           |                             |          |          |           |           |
| Inscrits       | Inscrits                  | Inscrits                    | 12 468   | 100,00   | 12 468    | 100,00    |
| Votants        | Votants                   | Votants                     | 9 879    | 79.24    | 10 318    | 82.76     |
| Blancs et nuls | Blancs et nuls            | Blancs et nuls              | 867      | 8,78     | 0         | 0         |
| Exprimés       | Exprimés                  | Exprimés                    | 9 012    | 91.22    | 10 318    | 100       |